# USS Cotinga (AMc-43)
USS Cotinga (AMc-43) – trałowiec typu Accentor. Pełnił służbę w United States Navy w czasie II wojny światowej.
Zwodowano go 25 marca 1941. Wszedł do służby 14 czerwca 1941.
W czasie wojny pełnił służbę na Atlantyku w pobliżu wschodniego wybrzeża USA w 1. i 6. Dystrykcie Morskim. Bazował przez rok w bazie w Guantanamo Bay.
Wycofany ze służby 13 grudnia 1945. Przekazany poza flotę w celu rozdysponowania 21 sierpnia 1947. 